# Liste der Glocken in Notre-Dame de Paris

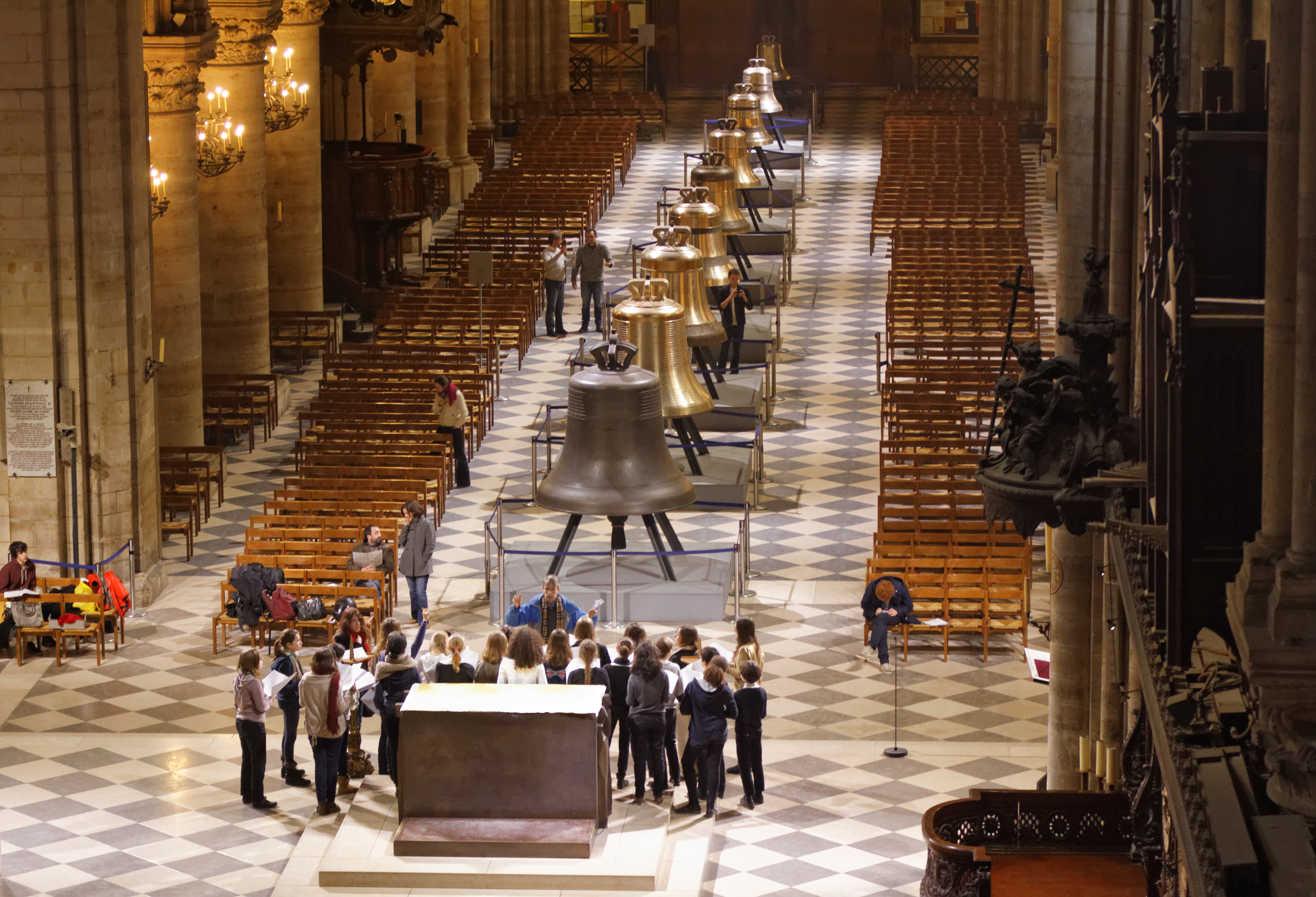
Ausstellung der Glocken in Notre-Dame de Paris im Jahr 2013.

Dies ist eine Liste der Glocken in der Kathedrale Notre-Dame de Paris.

## Geschichte
Die Geschichte der Kirchenglocken von Notre-Dame reicht zurück in das 12. Jahrhundert. Unmittelbar vor Beginn der Französischen Revolution (Stand 1769) hatte die Kathedrale insgesamt 20 Glocken: acht Glocken im Nordturm, zwei große Glocken (Bourdons) im Südturm, sieben Glocken im Vierungsturm, und drei weitere Glocken am Querschiff, die als Uhrenglocken dienten. 1791 und 1792 fiel ein Großteil der Glocken der beiden Türme der Revolution zum Opfer, insbesondere der zweite Bourdon „Marie“. 1856 wurde der Nordturm mit vier neuen Glocken bestückt.

## Westtürme
In den Westtürmen hängen heute insgesamt 10 Glocken. Im Südturm hängen die beiden größten Glocken (sog. Bourdons), im Nordturm hängen 8 weitere Glocken.

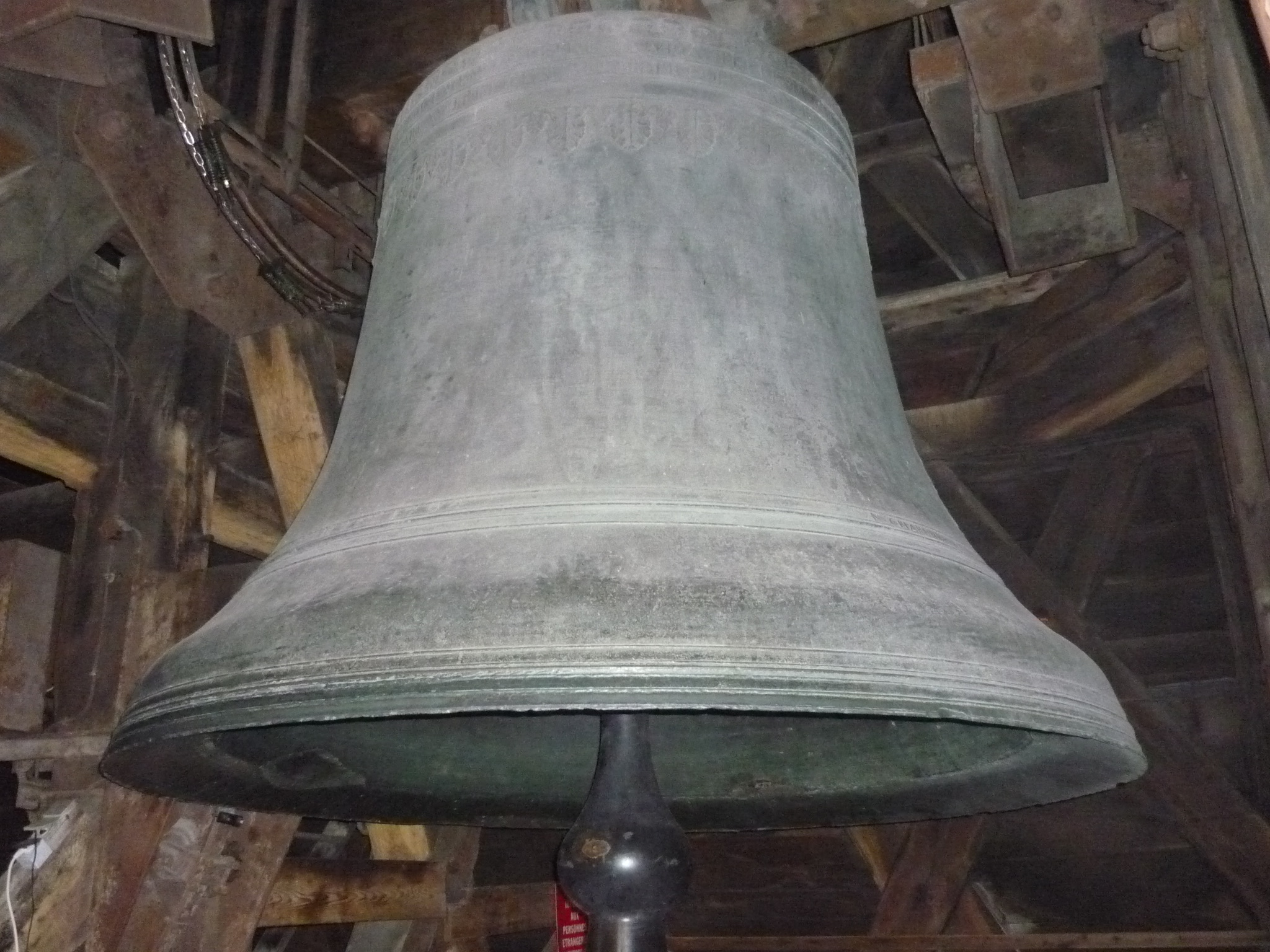
Emmanuel ist die größte der zehn Glocken der Kathedrale.

### Grand Bourdon „Emmanuel“
Die Glocke mit dem Namen Emmanuel im Südturm, mit einem geschätzten Gewicht von 13 Tonnen, wird als die wohlklingendste Glocke Frankreichs gerühmt. Der „Grand Bourdon“ wurde im Jahre 1685 von den drei lothringischen Wandergießern Chapelle, Gillot und Moreau neu gegossen, und hat als einzige Glocke die Wirren der Zeit, insbesondere der Französischen Revolution, unbeschadet überstanden. Diese tontiefste Glocke des Geläuts von Notre-Dame erklingt nur zu den höchsten Festtagen wie Ostern, Weihnachten und Pfingsten sowie zum Tod des Papstes und zu besonderen Anlässen. Sie hat eine Schlagringstärke von 21 cm, der Klöppel wiegt 447 kg.

### Geläut bis 2012

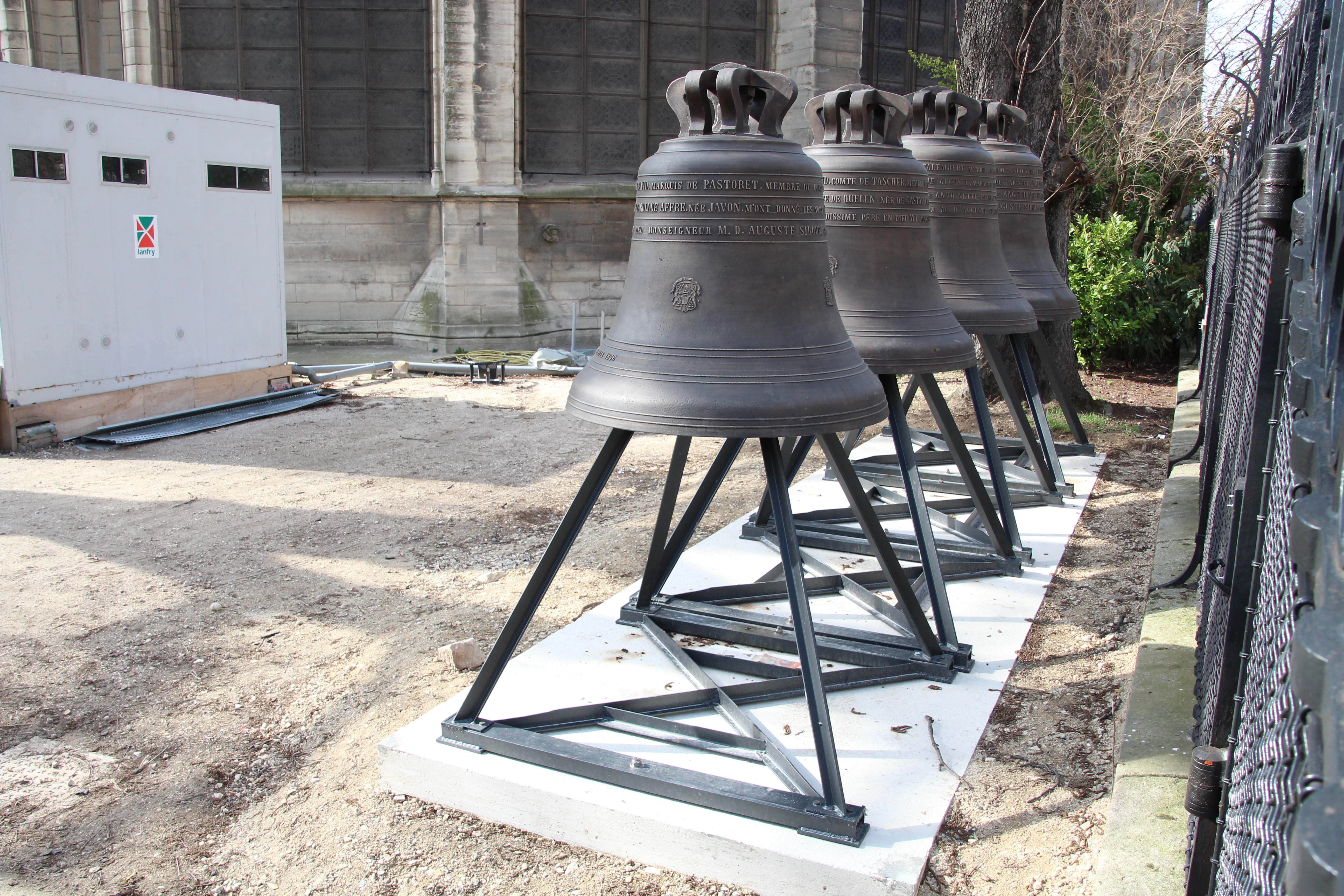
Die alten Glocken, März 2014

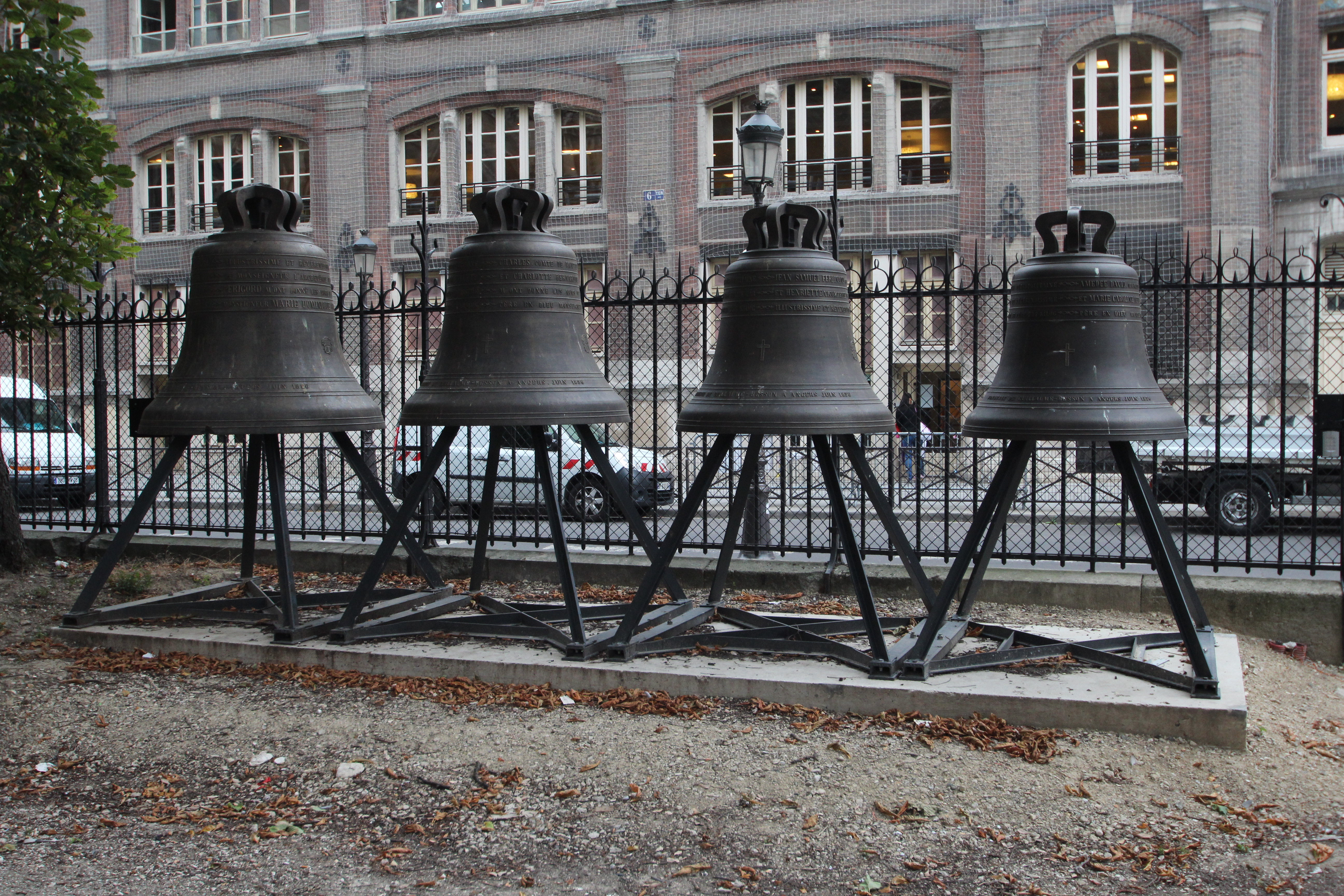
Die alten Glocken, August 2014

Bis zum Jahr 2012 bestand das Geläut von Notre Dame aus fünf Glocken. Der Grand Bourdon Emmanuel wurde ergänzt durch vier Glocken aus dem Jahre 1856, die von der Fonderie Guillaume-Besson gegossen worden waren und im Nordturm hingen. Diese vier Glocken waren für das Läuten zu den Messen an Sonn- und Werktagen, zum Angelusläuten um 8, 12 und 19 Uhr und für den Uhrschlag bestimmt; auf Denise David schlugen die vollen Stunden.
| Nr. | Image | Name                 | Gussjahr | Gießer, Gussort                   | Masse (kg) | Schlagton (HT-1/16) | Turm |
| 02  |       | Angélique Françoise  | 1856     | Fonderie Guillaume-Besson, Angers | 1.765      | cis1                | Nord |
| 03  |       | Antoinette Charlotte | 1856     | Fonderie Guillaume-Besson, Angers | 1.158      | dis1                | Nord |
| 04  |       | Hyacinte Jeanne      | 1856     | Fonderie Guillaume-Besson, Angers | 813        | eis1                | Nord |
| 05  |       | Denise David         | 1856     | Fonderie Guillaume-Besson, Angers | 670        | fis1                | Nord |

Nachdem im Oktober 2011 bekannt wurde, dass das Geläut von Notre-Dame im Zuge der Restaurierung bis zum Jahre 2013 auf insgesamt zehn Glocken erweitert werden sollte, um das Gesamtgeläut der Bedeutung der Kathedrale und den liturgischen Notwendigkeiten anzupassen, wurden die vier historischen Nordturm-Glocken am 20. Februar 2012 aus dem Nordturm ausgebaut. Als Grund dafür wurde die schlechtere Qualität des verwendeten Metalls der Glocken von 1856, deren schlechtere akustische Qualität und die mangelnde klangliche Abstimmung der historischen Glocken aufeinander angeführt.
Ursprünglich war geplant, die vier historischen Glocken einzuschmelzen. Die zuständige (obere) Denkmalbehörde hatte dem zugestimmt. Aufgrund von landesweitem Protest in der Bevölkerung wurden die Glocken am 8. November 2012 durch gerichtlichen Beschluss vorerst beschlagnahmt. Seit dem 18. Februar 2014 sind sie innerhalb der Umzäunung im Außenbereich des Chors zur Rue de Cloître hin aufgestellt.

### Geläut seit 2013

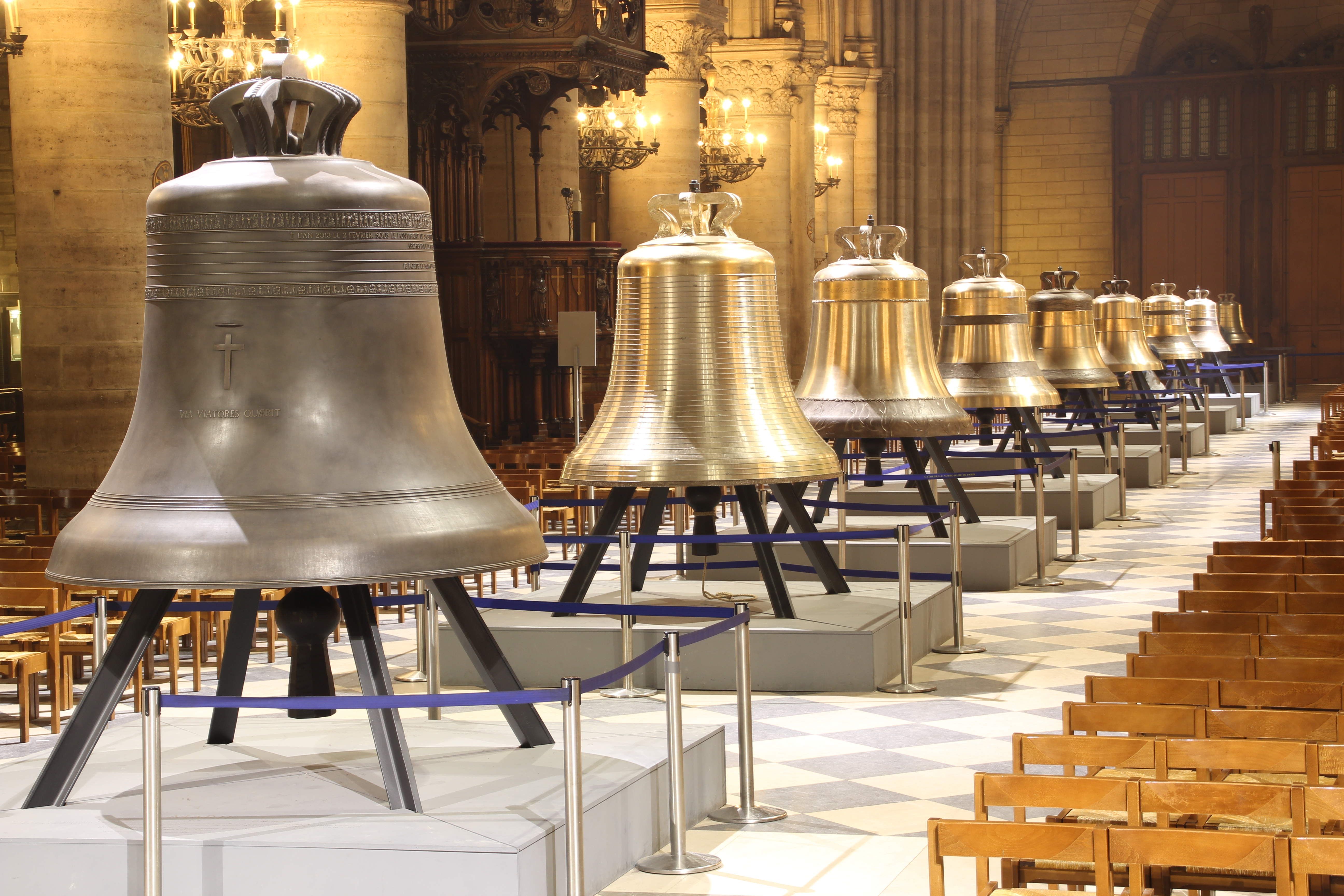
Die neuen Glocken im Kirchenschiff der Kathedrale, Februar 2013

Seit 2013 hängt in den beiden Westtürmen von Notre-Dame ein 10-stimmiges Geläut, das in Anlehnung an den Zustand vor Beginn der Revolution disponiert wurde. Klangliches Fundament ist der Grand Bourdon Emmanuel im Südturm.
Um den Grand Bourdon zu entlasten, wurde im Südturm ein weiterer Bourdon aufgehängt. Dieser sogenannte Petit bourdon wurde von der Glockengießerei Eijsbouts (Asten, Niederlande) gegossen. Er trägt den Namen Marie, zu Ehren der Jungfrau und Gottesmutter Maria, die zugleich Patronin der Kathedrale Notre-Dame und des Erzbistums Paris ist. Der Name erinnert zugleich an den Namen des ersten petit bourdon aus dem Jahre 1378, der im Jahre 1792 unterging.
Im Nordturm wurden insgesamt acht neue Glocken aufgehängt, die allesamt von der Glockengießerei Cornille-Havard (Villedieu-les-Poêles, Département Manche) gegossen wurden. Die Schlagtöne der Glocken von Cornille-Havard wurden auf die beiden großen Bourdons abgestimmt. Die Namen der neuen Glocken sind mit Blick auf bedeutende Heilige beziehungsweise Personen der Bistumsgeschichte ausgewählt worden; die kleinste Glocke erinnert an Kardinal Jean-Marie Lustiger, den 139. Erzbischof von Paris (1981–2005), eine weitere Glocke erhielt den Namen „Benoît-Joseph“ zu Ehren von Papst Benedikt XVI. (frz.: Benoît), Joseph Ratzinger. Im August und September 2012 wurden die Glocken Marcel und Étienne sowie Denis, Maurice und Jean-Marie gegossen.
Alle zehn Glocken erhielten neue Klöppel aus einer Schmiede in Anzenkirchen.
Die Glocken wurden am 2. Februar 2013 vom Pariser Erzbischof André Vingt-Trois geweiht. Sie läuteten zum ersten Mal am Vorabend des Palmsonntags, dem 23. März 2013 um 17:00 Uhr.
Die acht Glocken im Nordturm wurden am 15. April 2019 durch den Brand von Notre-Dame de Paris beschädigt. Sie wurden bis 2024 von der Glockengießerei Cornille-Havard wiederhergestellt. Die beiden größeren Glocken im Südturm überstanden dagegen den Brand unbeschadet.
Der Klang der acht Glocken des Nordturms erscholl am 7. November 2024 erstmals wieder, rund einen Monat vor der geplanten Wiedereröffnung der Kathedrale.
| Nr. | Image | Audio | Name           | Gussjahr | Gießer, Gussort                       | Masse (kg) | Ø (mm) | Schlagton | Anmerkungen | Turm |
| 01  |       |       | Emmanuel       | 1685     | Lothringische Wandergießer, Paris     | ≈13.000    | 2.620  | fis0-6    | Sog. Grand Bourdon; Zweitname ist Marie-Thérèse, da Königin Marie Therese, die Gemahlin Ludwigs XIV. die Patenschaft über die Glocke übernahm. | Süd  |
| 02  |       |       | Marie          | 2012     | Royal Eijsbouts, Asten                | 6.023      | 2.065  | gis0      | Sog. Petit Bourdon, zu Ehren der Jungfrau Maria; Name des ersten „Petit Bourdon“ von 1378, untergegangen im Jahre 1792                         | Süd  |
| 03  |       |       | Gabriel        | 2012     | Cornille-Havard, Villedieu-les-Poêles | 4.162      | 1.828  | ais0      | Zu Ehren des Erzengels Gabriel; bereits im 15. Jahrhundert trug die größte Glocke im Nordturm diesen Namen                                     | Nord |
| 04  |       |       | Anne-Geneviève | 2012     | Cornille-Havard, Villedieu-les-Poêles | 3.477      | 1.725  | h0        | Zu Ehren der Hl. Anna, Mutter der Jungfrau Maria, und der Hl. Geneviève, Patronin der Stadt Paris                                              | Nord |
| 05  |       |       | Denis          | 2012     | Cornille-Havard, Villedieu-les-Poêles | 2.502      | 1.536  | cis1      | Zu Ehren des Hl. Dionysius von Paris, um 250, erster Bischof von Paris, Patron des Bistums                                                     | Nord |
| 06  |       |       | Marcel         | 2012     | Cornille-Havard, Villedieu-les-Poêles | 1.925      | 1.393  | dis1      | Zu Ehren des Hl. Marcellus von Paris, neunter Bischof von Paris (Ende des 4. Jahrhunderts)                                                     | Nord |
| 07  |       |       | Étienne        | 2012     | Cornille-Havard, Villedieu-les-Poêles | 1.494      | 1.267  | eis1      | Zu Ehren des Hl. Stephanus (erster Märtyrer). Zugleich Name der Vorgängerbasilika von Notre-Dame, errichtet ab dem Jahr 690                    | Nord |
| 08  |       |       | Benoît-Joseph  | 2012     | Cornille-Havard, Villedieu-les-Poêles | 1.309      | 1.207  | fis1      | Zu Ehren des zwischenzeitlich emeritierten Papstes Benedikt XVI. (frz.: Benoît) – Joseph Ratzinger.                                            | Nord |
| 09  |       |       | Maurice        | 2012     | Cornille-Havard, Villedieu-les-Poêles | 1.011      | 1.097  | gis1      | Zur Erinnerung an Maurice de Sully, 72. Bischof von Paris (1160–1196), in dessen Amtszeit mit dem Bau der Kathedrale begonnen wurde            | Nord |
| 10  |       |       | Jean-Marie     | 2012     | Cornille-Havard, Villedieu-les-Poêles | 782        | 997    | ais1      | Zur Erinnerung an Kardinal Jean-Marie Lustiger, den 139. Erzbischof von Paris (1981–2005)                                                      | Nord |

## Vierungsturm
Im Vierungsturm hingen bis 2019 drei kleine Glocken aus dem Jahr 1867. Sie hatten die Schlagtöne g1, b1 und d2 (letztere hieß „Kapitelglocke“). Seit 2012 wurden sie nicht mehr schwingend geläutet, sondern elektronisch von Schlaghämmern angeschlagen. Alle drei Glocken im Vierungsturm wurden am 15. April 2019 durch den Brand von Notre-Dame de Paris zerstört. Drei neue Glocken wurden durch die Glockengießerei Cornille-Havard gegossen. Eine davon wurde während der Olympischen Spiele in Paris 2024 im Stade de France geläutet.
| Nr. | Image | Audio | Name              | Gussjahr | Gießer, Gussort                       | Masse (kg) | Ø (mm) | Schlagton | Anmerkungen | Turm         |
| 01  |       |       | Olympische Glocke | 2024     | Cornille-Havard, Villedieu-les-Poêles | ≈500       |        | dis2      | Während der Olympischen Sommerspiele in Paris 2024 wurde die Glocke als „Sieger-Glocke“ im Leichtathletikstadion Stade de France geläutet | Vierungsturm |
| 02  |       |       | Chiara            | 2024     | Cornille-Havard, Villedieu-les-Poêles |            |        | fis2      | | Vierungsturm |
| 03  |       |       | Carlos            | 2024     | Cornille-Havard, Villedieu-les-Poêles |            |        | gis2      | | Vierungsturm |

## Weitere Glocken
Außerdem hingen im Dachgeschoss von Notre Dame drei kleine Uhrschlagglocken, die nur im Innenraum von Notre Dame hörbar waren. Es handelte sich dabei um Schalenglocken mit den Schlagtönen a2, c3 und des3. Alle 3 Glocken im Dachgeschoss wurden am 15. April 2019 durch den Brand in Notre-Dame de Paris zerstört.